# Asilaris semiconicollis
Asilaris semiconicollis là một loài bọ cánh cứng trong họ Cerambycidae.